# Defenestration

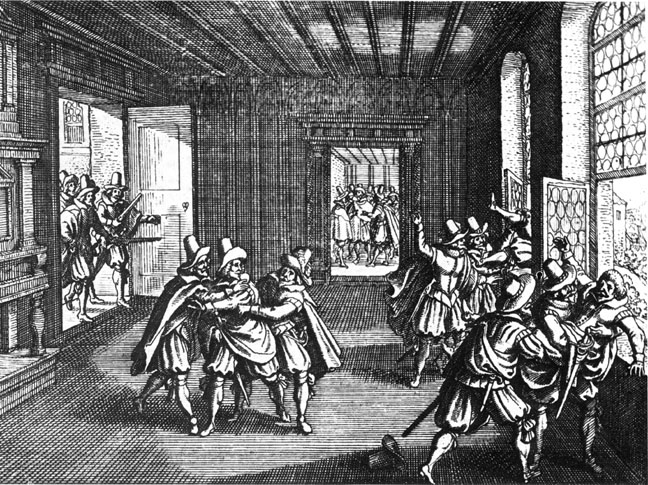
Ett samtida träsnitt av defenestrationen i Prag 1618.

Defenestration eller defenestrering (från latinets de- "från" och fenestra "fönster" eller "öppning"), innebär handlingen att slänga ut någon eller något genom ett  fönster. Uttrycket myntades i samband med defenestrationerna i Prag där den första inträffade 1419 och den andra 1618. Den senare var en del av upptakten till trettioåriga kriget.
En självdefenestration är att på egen hand hoppa från ett fönster, vilket även kan vara ett sätt att begå självmord.
Under 1900-talets senare hälft fick vissa popgrupper rykte om sig att defenestrera teveapparater och andra föremål från hotellrummens fönster; även refererat till som teve-party.[källa behövs]